# Амури
Амури (англ. Amuri) — деревня, один из восьми районов острова Аитутаки [прояснить] на южных Островах Кука. Расположена на западе острова и входит в избирательный округ Амури-Уреиа.
Население — 234 человек (2021), площадь — 1,15 км², плотность населения — 279,1 чел/км² (2011). Высота над уровнем моря — около 10 метров.